# Сел сир Дирол
Сел сир Дирол (фр. Celles-sur-Durolle) насеље је и општина у централној Француској у региону Оверња, у департману Пиј де Дом која припада префектури Тјер.
По подацима из 2011. године у општини је живело 1784 становника, а густина насељености је износила 45,86 становника/km². Општина се простире на површини од 38,90 km². Налази се на средњој надморској висини од 574 метара (максималној 1.287 m, а минималној 535 m).

## Демографија
| 1962. | 1968. | 1975. | 1982. | 1990. | 1999. | 2011. |
| ----- | ----- | ----- | ----- | ----- | ----- | ----- |
| 2.059 | 2.016 | 2.052 | 2.041 | 2.040 | 1.914 | 1.784 |

График промене броја становника у току последњих година